# Hilde Drexler
Hilde Drexler (ur. 1 grudnia 1983 w St. Pölten) – austriacka judoczka. Olimpijka z Londynu 2012, gdzie zajęła dziewiąte miejsce w kategorii 63 kg. Siódma na mistrzostwach świata w 2011. Brązowa medalistka mistrzostw Europy w 2011. Wicemistrzyni igrzysk wojskowych w 2011. Trzecia na akademickich MŚ w 2006. Zdobyła jedenaście medali na mistrzostwach kraju; złoty w 2006, 2007, 2009, 2011 i w 2014.
- Turniej w Londyn 2012

Wygrała z Rizlen Zouak z Maroka a przegrała w 1/8 z Alice Schlesinger z Wielkiej Brytanii i odpadła z turnieju.